# Neocleobis solitarius
Neocleobis solitarius är en spindeldjursart som beskrevs av Roewer 1934. Neocleobis solitarius ingår i släktet Neocleobis och familjen Ammotrechidae. Inga underarter finns listade i Catalogue of Life.